# 아이라리움

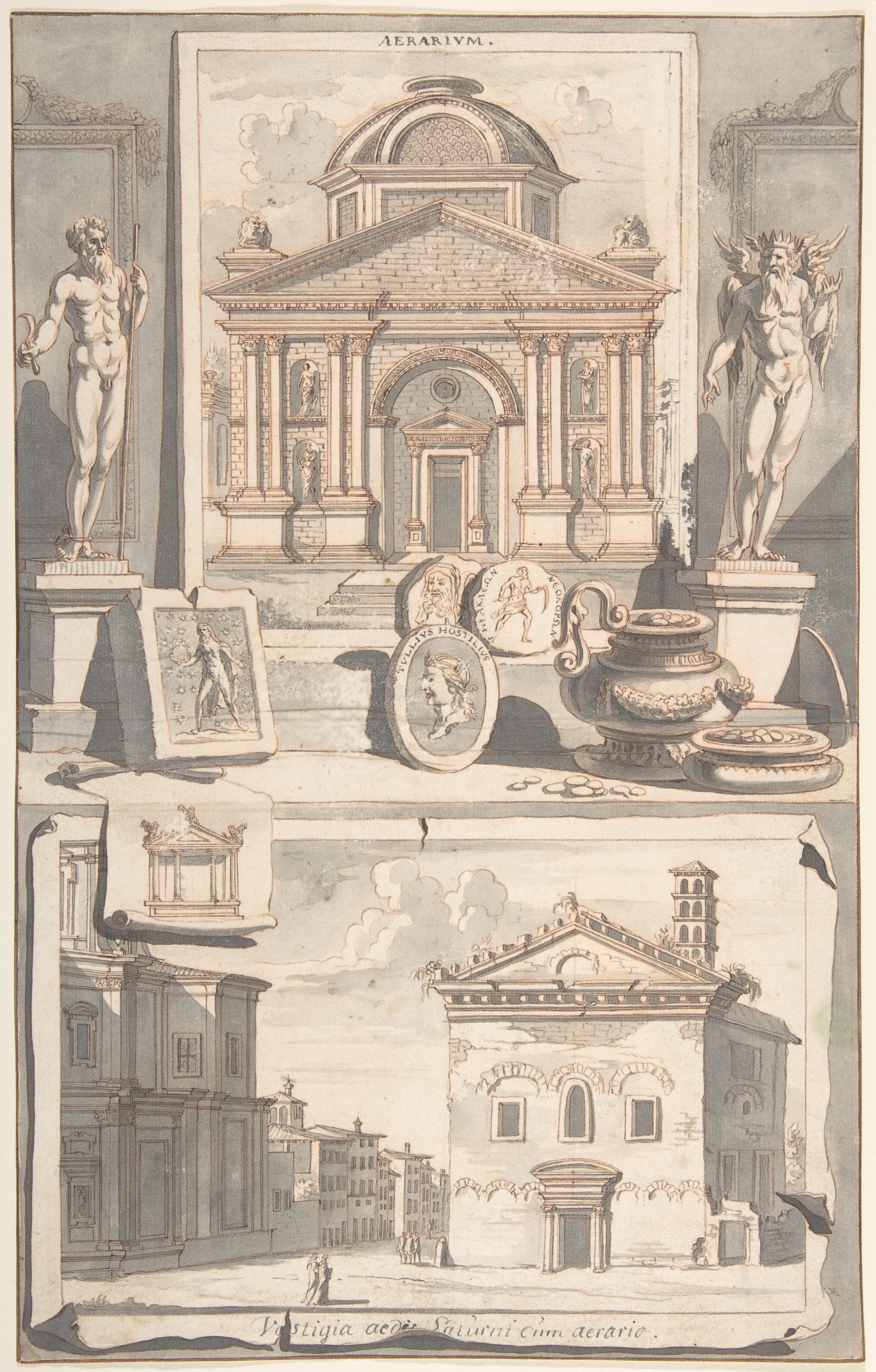
'아이라리움 사투르니' (상단)과 그 잔해 (하단) (1704년 이전 얀 괴리작)

아이라리움(Aerarium,  '아이스'[aes(청동, 돈)] + -'아리움'[ārium(무언가를 위한 장소)])은 고대 로마의 재정 보관소를 의미하며, 두 번째로는 로마의 공공 재정을 의미하였다.

## 아이라리움 포풀리 로마니

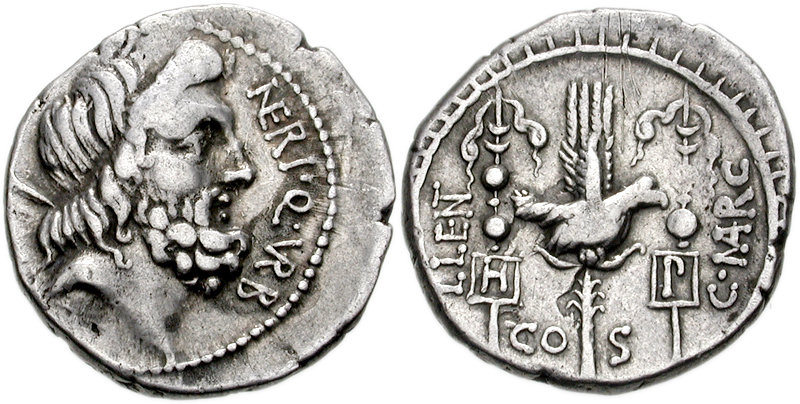
기원전 49년에 로마시의 재무관을 지냈던 그나이우스 네리우스가 발행한 데나리우스. 앞면에는 '아이라리움'과 군단기가 보관되어 있던 신전의 주인인 사투르누스를 묘사하고 있다. 뒷면에는 '하스타티'를 뜻하는 H와 '프린키페스'를 뜻하는 P가 새겨진 두 개 군단기와 집정관들의 이름 사이로 아퀼라를 나타내고 있다.

로마인들에게 있어서 주 '아이라리움'은 카피톨리노 언덕 아래의 사투르누스 신전에 있던 '아이라리움 사투르니'(aerarium Saturni)였다. 로마 당국은 공공 재원과 함께, 재정 문서 그리고, 로마법과 세나투스 콘술툼 등을 포함한 비재정 문서 등을 이곳에 보관하였다. 법률이 이곳에 보관되고 나서야 해당 법률은 유효해지는 것이었다. 또한 이곳에는 로마 군단기를 보관하기도 하였으며, 로마 공화정 시기에는 로마시의 재무관들이 원로원의 감시 및 통제 하에서 이 군단기들을 관리하였다. 고전기 공화정 때, 원로원은 이곳에서 자금을 분출할 수 있는 독점적 권한을 갖고 있었다.
카이사르는 아이라리움 관리를 재무관 업무에서 조영관 두 명의 업무로 바꾸었다. 기원전 28년에, 아우구스투스는 '아이라리움'을 원로원이 전직 법무관들 출신에서 매년 선발하여 임명시키는 '프라이펙티 아이라이'(praefecti aerarii) 두 명에게 맡겼다. 서기 23년에, 이들은 법무관들이 재직 중에 투표를 통해 선발되는 법무관 두 명 ('praetores aerarii' 또는 'ad aerarium')으로 대체되었다. 클라우디우스는 44년에 재무관들이 관리하는 것으로 되돌렸으나, 이 재무관들은 3년마다 황제가 지명한 이들었다. 56년에, 네로는 똑같이 황제가 선발하고 3년간 근무하지만 전직 법무관 두 명이 관리하는 것으로 바꾸었다.
공화정 말 때, 속주 총독들은 제각기 '피스쿠스'(fiscus, 돈주머니를 의미)라 불리는 속주 재정을 갖고 있었다. 시간이 흘러, 총독들의 재정은 황제의 재정과 합쳐져 황제의 '피스쿠스'가 되었다. 하지만, 이후에, 황제의 힘이 점점 강해짐에 따라, 원로원이 관리하는 속주의 재정 간의 구분이 상관없게 되었다. 원로원 속주의 수입은 원수정 초기를 통해 아이라리움에서 피스쿠스로 옮겨졌다. 호노리우스 재위 시절 그리고 테오도시우스 법전에 따라, 남아있는 재정 구분이 사라지게 되었다.
기록물들이 '아이라리움'에 모인 정도는 과장되었을 수도 있다. 이전 시대들에서 이뤄진 여러 개혁들은 기록물에 대한 관리 소홀, 위조 또는 상실을 암시한 것일 수 있다. 심지어 공화정 시대 때, 키케로는 공공 기록물들이 관리되는 것에 대해 애통함을 보이기도 했고 후대 시대에선, 공공 기록물들이 언급한 만큼 실제로 사용된 정도는 논쟁 중이며: 예로 몸젠 같은 학자들은 후대 로마 제국 내 법원들(法源)이 국가 기록물을 바탕으로 하지 않고 민간 개인, 법률 학파, 임시 행정가들의 기록물을 바탕으로 한다고 주장한다.

## 아이라리움 상크티우스
일반세의 지원을 받고 일반 지출이 부과되는, 공공 재정 외에도, 사투르누스 신전 내에는 특별 예비금 '아이라리움 상크툼'(또는 상크티우스)이 있었다. 이 기금은 아마 본래는 전쟁의 약탈물로 이뤄졌을 것이다. 그러나 시간이 흐르며 모든 해방 노예들에 대한 가치의 5%를 세금을 매겨 주로 이 기금을 유지하였다. 이 기금은 극도로 불가피한 경우가 아닌 경우에는 손을 댈 수 없었다. 이는 기원전 49년까지 이어지다가 내전 기간 율리우스 카이사르가 로마를 차지하자, 이 특별 기금을 사용하였다.

## 아이라리움 밀리타레
피스쿠스를 만드는 것 외에도, 아우구스투스는 또한 서기 6년에 고참 병사들의 퇴역 연금을 위한 기금인 군 재정 (아이라리움 밀리타레)을 설립하였다. 처음에는 황제의 사비 1억 7천만 세스티우스가 부여되었고, 상속세의 5%, 경매 시에 판매금의 1% 등 새로운 세금 등을 만들어 이 기금을 지탱하였다. 기금 관리는 세 명으로 구성된 '프라이펙티 아이라리이 밀리타리스'(praefecti aerarii militaris)가 맡았다. 맨 처음에 이들은 투표를 통해 임명됐지만, 이후에는 3년 마다 전직 법무관들 출신들 중에서 황제가 선발하는 것으로 바뀌었다.

## 트리부니 아이라리
'트리부니 아이라리' (재정 담당 트리부누스)는 여러 논쟁의 대상이다. 일부 사람들에게는 '쿠라토레스 트리붐'(curatores tribuum)과 동일하고, 세르비우스 정권 시기에, 부족들에서 전쟁세(조공)와 '아이라이'에서 인두세를 징수하던 관료들이라고 생각된다. 이들은 또한 각 부족 내 활동하는 기사 계급자들과 병사들의 급여 담당자로 활동했다. 아우렐리아 법 (기원전 70년)에 따라, 심판인단의 구성에 원로원 의원과 기사 계급 외에도 트리부니 아이라리가 추가되었다. 이들이 위의 후임자들인지 또는 기사 계급자들과 가까운 관계의 새로운 집단인지 심지어는 기사 계급자들과 동일한 지도 불확실하다.
테오도어 몸젠에 의하면, 이들은 기사 계급을 보유했으나, 말이 없었다고 한다. 율리우스 카이사르에 의해 심판인단 목록에서는 없어졌지만, 아우구스투스에 의해 다시 되돌려졌다. 메스비에 의하면, 본래의 트리부니 아이라리는 관료가 전혀 아니고, 자신들 부족들과 관련한 특정 재정 업무를 맡던 쿠라토레스 트리붐과 분명히 구분되는, 상당한 재산을 지닌 개인들이었다고 한다. 그 뒤로 기사 계급의 경우처럼, 이들은 해당 직무를 맡을 수 있는 요건에 재산 요건이 포함되었다.

## 푸블리쿰
기원전 451년 데켐비라테스 이전에, '푸블리쿰'이라 알려진 별도의 기관이 있었다.
여러 번, 많은 파트리키들은 아이라리움보다 푸블리쿰으로 전리품을 옮기는 것에 대해 플레브스들의 분노를 초래했는데, 예시로 기원전 485년에 퀸투스 파비우스 비불라누스가 볼스키족, 아이퀴족에 대해 승리를 거두고 그랬다. 이 때문에 푸블리쿰이 파트리키들이 관리하는 기금이라는 것이 주장되었으나, 하지만 이는 다른 사람들에 의해 이의가 제기되었다.

### 주해
1. 1 2 3  Burton 2012, para 1.
2. 1 2 3 4 5 6   본 문서에는 현재 퍼블릭 도메인에 속한 브리태니커 백과사전 제11판의 내용을 기초로 작성된 내용이 포함되어 있습니다.
3. ↑  Crawford 1974, 460–61쪽.
4. 1 2  Burton 2012, para 2.
5. 1 2  Crawford 2006.
6. ↑  Burton 2012, para 3.
7. ↑  Crawford 2006, citing, Cic. Verr., 2.3.197.
8. ↑  Thomas 2012, citing Cicero, Leg 3.20.46.
9. ↑  Thomas 2012.
10. ↑  Goldsworthy, Adrian Keith (2006). 《Caesar: life of a colossus》. New Haven: Yale University Press. 397쪽. ISBN 978-0-300-12689-1. OCLC 71251297. Caesar took a special fund... in case there was a repeat of the Gallic attack on Rome in 390 BC. Caesar announced that there was no longer any need of this since he had permanently dealt with the threat... he made no mention of any of this in the Commentaries
11. ↑  Burton 2012, para 4.
12. ↑  리비우스, Ab urbe condita, 2.42
13. ↑  바르톨트 게오르크 니부어, Roman History, II, p.25
14. ↑  알베르트 슈베글러, Römische Geschichte, II, 286

### 참고 문헌
- Burton, Graham Paul (2012). 〈aerarium〉.   Hornblower, Simon; Spawforth, Antony; Eidinow, Esther. 《The Oxford classical dictionary》 4판. Oxford: Oxford University Press. ISBN 978-0-19-954556-8. OCLC 959667246.
- Crawford, Michael Hewson (1974). 《Roman Republican Coinage》. Cambridge University Press. ISBN 978-0-5210-7492-6.
- Crawford, Michael Hewson (2006). “Aerarium”. 《Brill's New Pauly》. 2022년 12월 12일에 확인함.
- Thomas, Rosalind (2012). 〈records and record-keeping, attitudes to〉.   Hornblower, Simon; Spawforth, Antony; Eidinow, Esther. 《The Oxford classical dictionary》 4판. Oxford: Oxford University Press. ISBN 978-0-19-954556-8. OCLC 959667246.